# خوسه رویس سانچس
خوسه رویس سانچس (اسپانیایی: José Ruiz Sánchez‎؛ زادهٔ ۱۹ اکتبر ۱۹۸۰ ‏(۴۴ سال)) دوچرخه‌سوار اهل اسپانیا است.